# Agrotis alpigena
Agrotis alpigena är en fjärilsart som beskrevs av Turati 1883. Agrotis alpigena ingår i släktet Agrotis och familjen nattflyn. Inga underarter finns listade i Catalogue of Life.